# مشتر (موضة)
في صناعة البيع بالتجزئة، المشتري هو الفرد الذي يختار العناصر المخزنة. عادةً ما يعمل المشترون عن كثب مع المصممين وممثلي المبيعات المعينين ويحضرون المعارض التجارية وصالات العرض بالجملة وعروض الأزياء لمراقبة الاتجاهات. قد يعملون في المتاجر الكبيرة أو المتاجر الضخمة أو المحلات الصغيرة. بالنسبة للمتاجر المستقلة الأصغر حجمًا، قد يشارك المشتري في المبيعات بالإضافة إلى الترويج، بينما في متجر أزياء كبير قد يكون هناك مستويات مختلفة من الأقدمية مثل المشترين المتدربين والمشترين المساعدين وكبار المشترين ومديري المشتريات ومديري الشراء. يمكن أن تؤثر القرارات المتعلقة بما يجب تخزينه بشكل كبير على أعمال الموضة.
بالنسبة للمشترين في المتاجر الكبرى مثل هارودز أو ساكس، قد تتضمن المسؤوليات ضمان تخزين المتجر بشكل صحيح مع مجموعة متنوعة من الملابس المصممة. ومع ذلك، إذا كانوا يدعمون علامة تجارية للأزياء مثل تومي هيلفيغر، فقد يكونون مسؤولين عن توجيه عملية تطوير المنتج بالكامل ثم إدارة تسليم المنتجات. يتأثر دورهم أيضًا بشكل كبير بهيكل منظمتهم؛ على سبيل المثال، قد يشرف مشتري كريستيان ديور في مكتب باريس على عملية تطوير المجموعة بأكملها. ومع ذلك، في مكتب نيويورك، يجوز للمشتري فقط الحصول على المنتج المكتمل المناسب للسوق الأمريكية.

## خلفية
يتأثر دور المشتري بنوع البيع بالتجزئة والأعمال. يجب على المشتري أن يمتلك الإبداع البصري، والمهارات التحليلية، ومهارات التفاوض، والفطنة التجارية، والوعي الشديد بالموضة. يتم تصنيف شركات البيع بالتجزئة عمومًا على أنها جهات تصنيع وتجار جملة وتجار تجزئة. تختلف هذه المنظمات في نطاق أنشطتها ومجموعة مسؤولياتها ضمن قطاعها الخاص من السوق.
وفقًا لدور مشتري الأزياء، يتخصص المشترون عادةً في نوع واحد من البضائع مثل فساتين النساء. ومع ذلك، في بائع تجزئة أصغر، يمكن للمشتري شراء مجموعة أكبر وأقل تخصصًا مثل الملابس النسائية غير الرسمية التي قد تشمل القمصان والتنانير والسراويل والسترات. كلما كان بائع التجزئة أكبر، كانت منطقة المنتج أكثر تحديدًا للمشتري. غالبًا ما يكون لدى الشركات الكبيرة التي لديها مجموعة واسعة من المنتجات أقسام شراء منفصلة للملابس الرجالية والنسائية وملابس الأطفال. قد يشتري المشتري لدى بائع تجزئة أصغر منتجات ذات علامات تجارية، بينما قد تتاح الفرصة لمشتري شركة كبير للمشاركة في تصميم المنتجات وتطويرها. سيسافر المشتري ذو الخبرة لتعلم اتجاهات الموضة الجديدة وزيارة موردي الملابس.
يلعب المشترون المساعدون دورًا أصغر في اختيار البضائع لأنهم ما زالوا يكتسبون الخبرة. قد يساعدون كبار المشترين في الجوانب الأساسية لتجارة التجزئة. قد يكون المشترون المساعدون مسؤولين أيضًا عن الطلبات والشحنات، والإشراف على موظفي المبيعات، وحفظ السجلات، والتعامل مع العملاء الذين يعودون أو يتبادلون البضائع.

## فريق الشراء
يختلف هيكل فريق الشراء والتسويق حسب نوع المنظمة وتاريخها وحجمها. يعين الهيكل التقليدي للفريق فريق شراء وفريق تسويق إلى منطقة منتج معينة، وهناك وحدات تحكم مكلفة بتوجيه الفرق عبر مناطق مختلفة. يتم تقسيم فرق الشراء أيضًا بناءً على مجال المنتج (على سبيل المثال، الملابس الرياضية، والسلع الجلدية، وما إلى ذلك)، وقسم المنظمة (على سبيل المثال، ملابس الرجال).
يعمل المشترون جنبًا إلى جنب مع زملائهم من المشترين لأنهم يتلقون نصائح مفيدة من بعضهم البعض. يمكن للمشتري عقد اجتماعات متكررة مع مدير الشراء لمناقشة تطوير مجموعة الملابس. يتفاعل المشترون أيضًا في كثير من الأحيان مع أقسام التجارة والتصميم ومراقبة الجودة وتكنولوجيا النسيج. يلتقي المشتري بموظفي التمويل والتسويق ومبيعات التجزئة على أساس أقل تكرارًا.
يجتمع بعض المشترين بانتظام لإطلاع بعضهم البعض على نطاقات الأسعار وكذلك لتلقي أو تقديم المشورة. غالبًا ما يسافر المشترون معًا حتى يتمكنوا من تقديم المشورة لبعضهم البعض بشأن النطاقات وتنسيق النطاقات. على سبيل المثال، يمكن لمشتري السترات النسائية التنسيق مع المشتري بخصوص البلوزات النسائية حيث يتم ارتداء الملابس وشراؤها معًا في كثير من الأحيان.

## تفاوض
ينص دور مشتري الأزياء على أن جزءًا من عمل المشتري هو التفاوض على الأسعار وتفاصيل التسليم مع المورد. يقدم بعض تجار التجزئة للمشترين دورات تدريبية حول التفاوض. عندما يجتمع المشتري مع المورد، يقدم مسؤول المبيعات في الشركة المصنعة للملابس «سعر التكلفة» للثوب. ثم يحسب المشتري السعر الذي يجب بيع الثوب به للوصول إلى سعر البيع بالتجزئة. سعر العلامة هو الفرق بين سعر البيع وسعر تكلفة الشركة المصنعة. عادة ما يكون سعر البيع بالتجزئة 2.5 أو 3 أضعاف سعر تكلفة الشركة المصنعة. في حين أنه قد يبدو أن بائع التجزئة يحقق ربحًا كبيرًا من هذا السعر المرتفع، فإن العائدات تستخدم لتغطية العديد من التكاليف مثل راتب المشتري وإيجار المتجر وفواتير الخدمات وتكاليف المكتب. يجب أن يكون الترميز مرتفعًا بما يكفي لتغطية نفقات بائع التجزئة على «وضع» الملابس على رف لمدة تتراوح من بضعة أيام إلى موسم كامل، بالإضافة إلى خطر ضرورة تمييز بعض الملابس حتماً بالتكلفة، لإخراجهم من المتجر.
بناءً على المبلغ الذي يرغب المستهلكون في دفعه، يمكن للمشترين تحديد سعر التكلفة الأمثل الذي يجب أن يتوقعوا دفعه. يتخذ الموردون نهجًا مختلفًا بشأن سعر التكلفة الأمثل. يحدد الموردون السعر بناءً على تكلفة إنتاج الملابس. عادة ما يكون مندوبو مبيعات الشركة المصنعة قادرين على توقع السعر الذي يتوقع المشترون دفعه بدقة.